# Chen Lifu
Chen Lifu (ur. 21 sierpnia 1900, zm. 8 lutego 2001) – chiński polityk, bliski współpracownik Czang Kaj-szeka.
Pochodził z Wuxing w prowincji Zhejiang, był bratankiem Chen Qimeia i młodszym bratem Chena Guofu. Ukończył studia na wydziale górnictwa Uniwersytetu Pekińskiego i na University of Pittsburgh. Po powrocie do Chin w 1925 roku został sekretarzem Czang Kaj-szeka i członkiem ścisłego kierownictwa Kuomintangu, wraz z bratem tworzył wpływową tzw. „klikę CC”. W latach 1938–1944 pełnił funkcję ministra edukacji.
Po przejęciu władzy w Chinach przez komunistów w 1949 roku wyjechał do Stanów Zjednoczonych, po 1969 roku osiadł na Tajwanie. Zmarł w Taizhong na atak serca, przeżywszy ponad 100 lat.